# Рубінчик Валерій Давидович
Вале́рій Дави́дович Рубі́нчик (*17 квітня 1940 — † 2 березня 2011) — білоруський кінорежисер і сценарист.

## Життєпис
Народився 17 квітня 1940 року у Мінську, у єврейській родині. Тато — Давид Ісаакович Рубінчик — був директором в оркестрі Едді Рознера, потім — директором Російського театру в Мінську. Мати, Марія Абрамівна, працювала інженером.
Навчався у школі № 42 у Мінську.
У 1962 році — закінчив три курси режисерського факультету Білоруського театрального інституту. Під час навчання — працював різноробом на «Білорусьфільмі».
Після кількох спроб, у 1962 році, вступив на режисерський факультет ВДІКу, який закінчив у 1969 році (майстерня Якова Сегеля). Під час навчання — працював помічником режисера (фільм 1965 року «Пущик їде в Прагу» режисера Льва Голуба), асистентом у Володимира Бичкова, знімався у пробних фільмах колег-студентів.
Із 1969 року — режисер на кіностудії «Білорусьфільм». Згодом — художній керівник «Білорусьфільму».
Знявся у кількох епізодичних ролях.
З 1990 року — на «Мосфільмі».
Викладав у ВДІКу та Московському інституті сучасного мистецтва.
У 1993-1995 та 2000-2002 роках керував режисерськими майстернями на Вищих курсах сценаристів і режисерів у Всеросійському інституті перепідготовки та підвищення кваліфікації працівників кінематографії.
У 1999 році — очолив майстерню режисури кіно та телебачення в Московському інституті сучасного мистецтва, а з 2004 року — декан факультету режисури кіно та ТБ у цьому інституті.
Своє життя описував так:

| «Шкодую багато про що. Насамперед про те, що у мене були великі паузи між фільмами. Пояснюю це тим, що надто довго вибирав тему, сценарій. Шкодую, що не зняв фільм про своє повоєнне дитинство, про улюблений Мінськ. Що мало працював у театрі. Часом шкодую, що не став актором. У ВДІКу мене знали як здібного актора і тому запрошували у всі дипломні спектаклі акторського факультету, у всі капусники.». Оригінальний текст (рос.) «Сожалею о многом. Прежде всего о том, что у меня были большие паузы между фильмами. Объясняю это тем, что слишком долго выбирал тему, сценарий. Жалею, что не снял фильм о своём послевоенном детстве, о любимом Минске. Что мало работал в театре. Порой жалею, что не стал актёром. Во ВГИКе меня знали как способного актёра и поэтому приглашали во все дипломные спектакли актёрского факультета, во все капустники.». |
| |

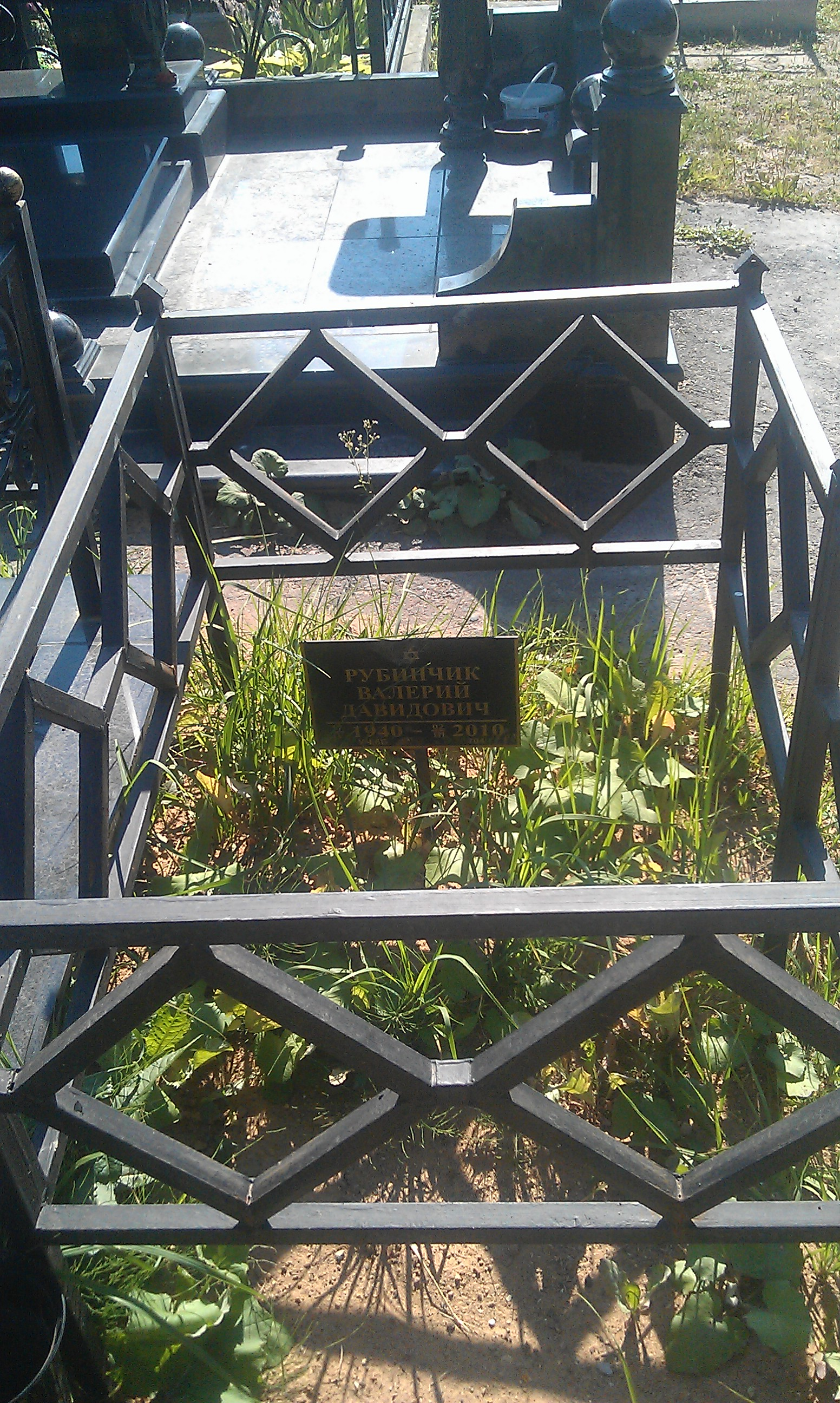
Могила Рубінчика на Востряковському кладовищі
2014

Помер 2 березня 2011 року в Москві. Похований на Востряковському кладовищі.

## Особисте життя
Дружина — акторка Валентина Шендрикова. Донька — акторка Маріанна Рубінчик, 1974 року народження.

## Фільмографія
Режисер:
- 1965 — «Син» (короткометражка, навчальна робота у ВДІКу)
- 1967 — «Осінній етюд» (короткометражка)
- 1967 — «Шосте літо» (короткометражка)
- 1969 — «Червоний агітатор Трохим Глушков»
- 1972 — «Могила лева»
- 1974 — «Останнє літо дитинства»
- 1975 — «Гамлет Щигровського повіту»
- 1976 — «Вінок сонетів»
- 1979 — «Дике полювання короля Стаха»
- 1982 — «Культпохід до театру»
- 1983 — «Комічний коханець, або Любовні витівки сера Джона Фальстафа»
- 1987 — «Відступник»
- 1989 — «Комедія про Лісістрату»
- 1991 — «Нелюбов»
- 1995 — «Пейзаж з трьома купальницями»
- 2002 — «Кіно про кіно»
- 2006 — «Нанкінський краєвид»
- 2007 — «Ведмеже полювання»

Сценарист:
- 1967 — «Осінній етюд» (короткометражка)
- 1975 — «Гамлет Щигровського повіту»
- 1979 — «Дике полювання короля Стаха»
- 1983 — «Комічний коханець, або Любовні витівки сера Джона Фальстафа»
- 1987 — «Відступник»
- 1989 — «Комедія про Лісістрату»
- 1995 — «Пейзаж з трьома купальницями»

Актор:
- 1963 — «Аптекарка» (головна роль)
- 1981 — «Пригоди Тома Соєра і Гекльберрі Фінна» (адвокат)
- 1986 — «Літні враження про планету Z» (лікар)
- 1992 — «Офіціант із золотим підносом» (епізод)